# Gunnar Jonsson (ingenjör)
Gunnar Jonsson, född den 8 oktober 1885 i Asa församling, Kronobergs län, död den 15 maj 1959 i Stockholm, var en svensk ingenjör, militär och ämbetsman.
Jonsson avlade studentexamen i Vänersborg 1904 och avgångsexamen vid Kungliga Tekniska högskolan 1909. Han var biträdande ingenjör vid västra väg- och vattenbyggnadsdistriktet 1909–1912, vid Väg- och Vattenbyggnadsstyrelsen 1912–1915, posthavande ingenjör vid statens fiskehamnsanläggning vid Glommen och Träslöv 1915–1918, arbetschef vid anläggningen i Träslöv 1918–1919, chef för Skogssällskapets statsarbetens tekniska avdelning 1919–1921, chef för Statens arbetslöshetskommissions tekniska avdelning 1921–1924 och arbetschef där 1924–1939 samt sakkunnig inom Socialdepartementet för beredskapsarbeten 1939–1940. Jonsson blev löjtnant vid Fortifikationen 1914, kapten där 1923, major vid Väg- och vattenbyggnadskåren 1931 och överstelöjtnant där 1939. Han blev luftskyddsinspektör och chef för Luftskyddsinspektionen 1940, överdirektör där 1941, på övergångsstat 1944. Jonsson var styrelseledamot i Centralförbundet för idrottens främjande 1934–1937, i Statens brandskola 1941–1944 och i Simfrämjandet 1935–1950. Han blev riddare av Vasaorden 1922 och av Nordstjärneorden 1935 samt kommendör av andra klassen av sistnämnda orden 1944. Jonsson vilar på Danderyds kyrkogård.